# Рыжов, Михаил Иванович (хоккеист)
Михаил Иванович Рыжов (26 августа 1932, Москва, СССР — дата смерти неизвестна) — советский хоккеист. Мастер спорта СССР по хоккею с шайбой (1957).

## Биография
Родился 26 августа 1932 года в Москве в семье Ивана Рыжова (1907—1956), советского футболиста.
Дебютировал в возрасте четырнадцати лет в юношеской команде «Динамо».
С 1951 по 1952 год играл в ХК «Динамо», с 1952 по 1953 год играл в ХК ВВС.
В сезонах 1953/54 и часть сезона 1954/55 играл в Ленинграде в ХК ОДО.
В ходе сезона 1954/55 перешёл в ЦДСА (позднее ЦСК МО, ныне ЦСКА), где выступал до 1957 года.
С 1957 по 1966 гг. играл в ХК «Локомотив» (Москва).
В чемпионатах СССР провёл 342 матча и забил 50 шайб в ворота.
В 1953, 1955 и 1956 гг. стал чемпионом СССР, в 1954 и 1957 гг. — вторым призёром, в 1952 и 1961 гг. — третьим призёром. В 1954, 1955, 1956 годах — обладатель Кубка СССР по хоккею с шайбой.
Включался в списки лучших хоккеистов сезона в 1958, 1959 и 1960 годах.
Выступал за вторую сборную СССР.
Обладал быстрой техникой, мастерски отбирал шайбы и выбирал правильные позиции.
В 1966 году завершил карьеру.
Дата и место смерти неизвестны.